# Torneo de las Cinco Naciones 1955
El Torneo de las Cinco Naciones de 1955 fue la 61° edición del principal Torneo del hemisferio norte de rugby.
El torneo fue compartido entre las selecciones de Francia y Gales.

## Clasificación
| Lugar | Selección  | Partidos | Partidos | Partidos  | Partidos | Puntos  | Puntos    | Puntos | Tabla de puntos |
| Lugar | Selección  | Jugados  | Ganados  | Empatados | Perdidos | A favor | En contra | dif.   | Tabla de puntos |
| ----- | ---------- | -------- | -------- | --------- | -------- | ------- | --------- | ------ | --------------- |
| 1     | Gales      | 4        | 3        | 0         | 1        | 48      | 28        | +20    | 6               |
| 1     | Francia    | 4        | 3        | 0         | 1        | 47      | 28        | +19    | 6               |
| 3     | Escocia    | 4        | 2        | 0         | 2        | 32      | 35        | -3     | 4               |
| 4     | Inglaterra | 4        | 1        | 1         | 2        | 24      | 31        | -7     | 3               |
| 5     | Irlanda    | 4        | 0        | 1         | 3        | 15      | 44        | -29    | 1               |

## Resultados
| 8 de enero | Francia | 15 - 0 | Escocia | Stade Olympique Yves-du-Manoir, Colombes |  |

| 22 de enero | Irlanda | 3 - 5 | Francia | Lansdowne Road, Dublín |  |

| 22 de enero | Gales | 3 - 0 | Inglaterra | Cardiff Arms Park, Cardiff |  |

| 5 de febrero | Escocia | 14 - 8 | Gales | Estadio Murrayfield, Edimburgo |  |

| 12 de febrero | Irlanda | 6 - 6 | Inglaterra | Lansdowne Road, Dublín |  |

| 26 de febrero | Inglaterra | 9 - 16 | Francia | Twickenham Stadium, Londres |  |

| 26 de febrero | Escocia | 12 - 3 | Irlanda | Estadio Murrayfield, Edimburgo |  |

| 12 de marzo | Gales | 21 - 3 | Irlanda | Cardiff Arms Park, Cardiff |  |

| 19 de marzo | Inglaterra | 9 - 6 | Escocia | Twickenham Stadium, Londres |  |

| 26 de marzo | Francia | 11 - 16 | Gales | Stade Olympique Yves-du-Manoir, Colombes |  |

## Premios especiales
- Copa Calcuta:  Inglaterra